# Хохштетерова жаба
Leiopelma hochstetteri је водоземац из реда жаба. 

## Угроженост
Ова врста се сматра рањивом у погледу угрожености врсте од изумирања.

## Распрострањење
Ареал врсте је ограничен на једну државу. 
Нови Зеланд је једино познато природно станиште врсте.

## Станиште
Станишта врсте су шуме и слатководна подручја.